# Aaron Gwin
Aaron Gwin (24 de diciembre de 1987) es un deportista estadounidense que compite en ciclismo de montaña en la disciplina de descenso. Ganó una medalla de bronce en el Campeonato Mundial de Ciclismo de Montaña de 2017.

## Medallero internacional
| Campeonato Mundial | Campeonato Mundial | Campeonato Mundial | Campeonato Mundial |
| Año                | Lugar              | Medalla            | Competición        |
| ------------------ | ------------------ | ------------------ | ------------------ |
| 2017               | Cairns (Australia) | Medalla de bronce  | Descenso           |